# سوزان ديكر
سوزان ديكر (بالإنجليزية: Susan Decker)‏ (من مواليد 1963) كانت رئيسة شركة ياهو! حتى 13 يناير 2009، حيث عينت كرول بارتز مكانها.
كانت سوزان المسؤولة المالية للشركة بين عامي 2000 و 2007، وضمن هذه المدة بين عامي 2002 و 2007 كانت بمنصب نائب الرئيس التنفيذي للإدارة والأمور المالية.
عملت سوزان ديكر كمحللة مالية في بنك دونالدسون، لوفكين وجنريت للاسثمارات المالية.
احتلت سوزان ديكر المركز الخمسين من ضمن قائمة مجلة فوربس لأقوى 100 امرأة في عام 2008 ، والتي تصنف النساء اعتماداً على المسيرة المهنية والتأثير الاقتصادي والتغطية الاعلامية.